# Barbro Wagenius
Barbro Elisabet Wagenius, tidigare Holm, under åren 1964–1988 Evermo, 1988–1993 Evermo Palmerlund, 1993–? Palmerlund, född 6 mars 1943 i Tännäs, död 15 januari 2017 i Farsta i Stockholms kommun, var en svensk ombudsman och politiker (socialdemokraterna).
Wagenius avlade realexamen 1960 och blev sjuksköterska 1962. Hon var anställd som städare 1966–1972, mätningsman 1973, ombudsman i Fastighetsanställdas förbund 1974–1976, i LO-distriktet i Stockholm 1976–1980 samt valdes till andre ordförande i Fastighetsanställdas förbund 1980 och ordförande där 1992.
Wagenius var socialdemokratisk riksdagsledamot för Stockholms kommuns valkrets 1982–1993. Åren 1982–1986 och 1988–1991 var hon statsrådsersättare.
Hon var ledamot i Handelshögskolan i Stockholms direktion, Handelshögskolan i Stockholms högsta verkställande organ, 1991–1993, utsedd av Sveriges regering.
Wagenius var bland annat bosatt i Bromma.